# Дикари (Доктор Кто)
Дикари (англ. The Savages) — двадцать шестая серия британского научно-фантастического телесериала «Доктор Кто», состоящая из четырёх эпизодов, которые были показаны в период с 28 мая по 18 июня 1966 года. Ни один эпизод серии не сохранился в архивах Би-би-си, вся серия доступна лишь в виде реконструкции. Это первая серия, эпизоды которой не имеют отдельного названия.

## Синопсис
Доктора дружелюбно встречают на продвинутой планете, однако путешественникам предстоит раскрыть ужасную правду

## Сюжет
ТАРДИС материализуется на далёкой планете в будущем. Доктор, Стивен и Додо обнаруживают, что планета населена двумя расами: продвинутой цивилизацией Старших и бродячими дикарями. Старшие приветствуют Доктора, называя его «Путешественником вне времени»; они восхищаются его поступками, и предсказывали его прибытие. Их лидер Джано осыпает Доктора и его спутников комплиментами и подарками, но у Доктора начинают появляться подозрения насчёт Старших, кажущихся чересчур идиллическими, и Додо раскрывает их секрет. Солдат Экзорса и Эдала посылают за город Старших, и они используют продвинутое оружие для ловли и пленения дикарей, которых отвозят в город, где Старшие высасывают из них жизненную силу. Потрясённый Доктор пытается их остановить и убедить их свернуть с пути построения цивилизации на столь ужасном фундаменте, но его заключают в машину транспортировки энергии, и сила Доктора перетекает в Джано. Но в него также переходит часть личности Доктора, его взгляды и мораль. Две личности приводят Джано к личностному кризису.
Тем временем, Додо и Стивен выбираются за город и встречают лидеров дикарей Чала и Тора, которые, соответственно, радостно и враждебно встречают путников. Дикари — останки продвинутой нации, но годы высасывания энергии потупили их креативность и способности. Чал прячет беглецов в пещерах, но их преследует Экзорс, которого побеждает Стивен. Они возвращаются в город и находят слабость, но обнаруживают Доктора и помогают ему сбежать.
Теперь путешественники во времени помогают дикарям сражаться против Старших. Доктор понимает, что Старших  нужно заставить, а не убеждать изменить свой путь в одночасье. Его смешанная личность убеждает Джано помочь дикарям, и он пытается убедить других Старших, чтобы те признали дикарей равными. Экзорс также понимает свои ошибки, и вместе с Джано они начинают уничтожать технологию перекачки энергии. Вскоре к ним присоединяются Доктор, Стивен и Додо.
Технология уничтожена, Джано и Чал начинают переговоры о новом обществе, которое они будут строить вместе. Доктор убеждает Стивена побыть посредником. Переговоры заканчиваются, но Стивен решает остаться, и Доктор с опечаленной Додо прощаются с другом и улетают.

## Трансляции и отзывы
| Эпизод            | Дата показа  | Продолжительность | Телезрители (в миллионах) | Archive                            |
| ----------------- | ------------ | ----------------- | ------------------------- | ---------------------------------- |
| «Эпизод 1»        | 28 мая 1966  | 23:41             | 4,8                       | Only stills and/or fragments exist |
| «Эпизод 2»        | 4 июня 1966  | 23:57             | 5,6                       | Only stills and/or fragments exist |
| «Эпизод 3»        | 11 июня 1966 | 24:59             | 5                         | Only stills and/or fragments exist |
| «Эпизод 4»        | 18 июня 1966 | 24:41             | 4,5                       | Only stills and/or fragments exist |
| [ 1 ] [ 2 ] [ 3 ] |              |                   |                           |                                    |